# Mairead Corrigan
Mairead Corrigan (ur. 27 stycznia 1944 w Belfaście) – działaczka pokojowa Irlandii Północnej.
Uczestniczyła w pracach katolickiej organizacji dobroczynnej w Belfaście, prowadziła działalność społeczną w kręgach młodzieży. Wspólnie z Betty Williams współtworzyła w 1976 Ruch Pokoju Irlandii Północnej (potem pod nazwą Wspólnota Ludzi Pokoju); była to organizacja mająca łączyć katolików i protestantów i doprowadzić do zakończenia walk między zwaśnionymi stronami. Za inicjatywę pokojową obie działaczki otrzymały Pokojową Nagrodę Nobla za rok 1976.